# John Tracy

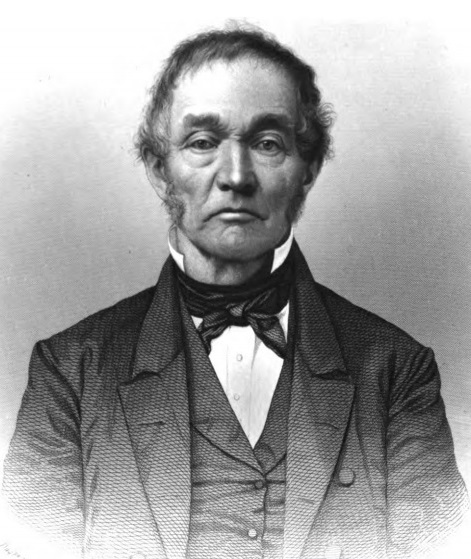
John Tracy, 1856

John Tracy (* 26. Oktober 1783 in Norwich, New London County, Connecticut; † 18. Juni 1864 in Oxford, Chenango County, New York) war ein US-amerikanischer Rechtsanwalt und Politiker, der von 1833 bis 1838 Vizegouverneur des Bundesstaates New York war.

## Werdegang
John Tracy zog zu Beginn des 19. Jahrhunderts nach Columbus (New York). 1805 kam er dann nach Oxford, wo er als Deputy Clerk unter Uri Tracy tätig war und Jura mit Stephen O. Runyan studierte. Seine Zulassung als Anwalt bekam er 1808 und praktizierte dann in Oxford. Am 30. August 1813 heiratete er Susan Hyde in Franklin (Connecticut).
John Tracy wurde 1815 zum Vormundschafts- und Nachlassrichter (Surrogate) von Chenango County ernannt, einen Posten, den er vier Jahre bekleidete. Dann entschied er sich 1820 eine politische Laufbahn einzuschlagen, als er erfolgreich um einen Sitz in der New York State Assembly kandidierte. Er wurde 1821, 1822 sowie 1826 wiedergewählt. Ferner wurde er 1821 zum Surrogate wiedergewählt und war 1823 First Judge am Court of Common Pleas. Er hielt diese beiden Posten bis zu seinem Rücktritt 1833. In dieser Zeit wurde er durch die Legislative 1830 zu einem Regent an der University of New York ernannt. Tracy bekleidete zwischen 1833 und 1838 den Posten des Vizegouverneurs von New York unter Gouverneur Marcy. Später vertrat er 1846 als Delegierter den Chenango County bei der verfassunggebenden Versammlung von New York, wo er zum Präsidenten der Versammlung gewählt wurde. Nach der Versammlung zog er sich aus der Politik zurück.
Er war jahrelang Präsident des Kuratoriums (engl. Board of Trustees) an der Oxford Academy.
Tracy verstarb am 18. Juni 1864 bei Oxford (New York) und wurde dann dort auf dem Riverview Cemetery beigesetzt. Er hinterließ seine zwei Töchter, Esther Marie Mygatt, Witwe von Henry R. Mygatt, und Susan Eliza Clarke, Witwe von James W. Clarke, sowie seine Enkelkinder, John Tracy Mygatt, Mai Mygatt und William R. Mygatt, einen Rechtsanwalt aus Oxford (New York).